# 草津市立草津第二小学校
草津市立草津第二小学校（くさつしりつ くさつだいにしょうがっこう）は、滋賀県草津市大路二丁目にある公立小学校。略称は「草津二小」、「草二小」、「二小」。

## 沿革
- 1972年（昭和48年）
  - 3月 - 校章を制定。
  - 4月 - 草津市立草津小学校より分離し、開校する。
  - 7月 - 当校の竣工式を行う。
- 1978年（昭和53年）
  - 6月 - 米飯給食を開始する。
  - 11月 - 校舎増築（8教室）が完成する。
- 1983年（昭和58年） - 第13回お話を絵にするコンクールで学校賞を受賞する。
- 1985年（昭和60年） - フラワー・ブラボー・コンクール（略称・FBC）で花壇奨励賞を受賞する（※翌年も受賞）。
- 1987年（昭和62年） - 健康優良学校努力校に選定される。
- 1994年（平成6年）
  - 3月 - コンピュータを配置する。
  - 7月 - 図書室にエアコンを設置する。
- 1996年（平成8年）
  - 4月 - 校長室・職員室にエアコンを設置する。
  - 8月 - 教室棟の大規模改修を行う。
- 1997年（平成9年）8月 - 管理棟の大規模改修を行う。
- 1998年（平成10年）11月 - ウサギ小屋が完成する。
- 1999年（平成11年）10月 - 体育館棟大規模改修および体育館屋根耐震工事が完成する。
- 2001年（平成13年）
  - 6月 - 保健室にエアコンを設置する。
  - 8月 - 運動場の改修工事を行う。
  - 9月 - コンピューター教室設置する。
- 2003年（平成15年）
  - 3月 - 校区分離のため、草津市立渋川小学校への通学生を対象としたお別れ式を開催。
  - 4月 - 当校から草津市立渋川小学校が分離し、開校する。
- 2006年（平成18年）9月 - 防犯のため電気錠を設置する。
- 2010年（平成22年）9月 - 芝生ランドのオープニングセレモニーを開催。
- 2011年（平成23年）7月 - 全教室にエアコンを設置する。

（出典〈一部を除く〉：）

## 基礎データ

### スローガン
- 校訓 - 温故知新[1]
- 教育目標 - 主体的に学ぶ子ども・未来を拓く子ども・自分とまわりの人を大切にする子どもの育成[3]

## 校区
- 大路1丁目 - 3丁目と西大路町の全域、野村1丁目・2丁目と若竹町の一部[4]

## 主な進学先
- 草津市立草津中学校[4]

## 著名な卒業生
- 石川駿（元プロ野球選手）[5]

## アクセス
鉄道
- JR琵琶湖線（東海道本線）・JR草津線 草津駅下車、徒歩約8分[3][6]。

バス
- 帝産湖南交通・近江鉄道バス・まめバス「国道草津」停留所下車、徒歩約1分[6]。